# Maron (Argos)
Maron (altgriechisch Μάρων Márōn) war in der griechischen Mythologie der Sohn von Keisos, dem König von Argos, und der Bruder des Medon und des Phlias. Er war der Vater des Thestros, der nach ihm den Thron bestieg.